# Dietrich Kerlen
Dietrich Kerlen (* 13. April 1943 in Posen; † 14. August 2004 in Jena) war ein deutscher Buchwissenschaftler.

## Leben
Er studierte Theologie, Philosophie und Kunstgeschichte in Tübingen, Zürich (Promotion 1968 über Luther und Erasmus zum Dr. theol.), Heidelberg, Stuttgart (Promotion zum Dr. phil. 1976 mit einer Arbeit über die Kantsche Rechtsphilosophie) und München. Danach war er 13 Jahre lang Verlagslektor bei Klett-Cotta und fünf Jahre Mitglied der Geschäftsleitung bei Bertelsmann/Gütersloher Verlagshaus. 1995 wurde er zum Professor für Buchwissenschaft und Buchwirtschaft in Leipzig berufen.

## Schriften (Auswahl)
- Edgar Allan Poe. Der schwarze Duft der Schwermut. Biographie. Berlin 1999, ISBN 3-549-05823-3.
- Einführung in die Medienkunde. Stuttgart 2003, ISBN 3-15-017637-9.
- Jugend und Medien in Deutschland. Eine kulturhistorische Studie. Weinheim 2005, ISBN 3-407-25378-8.
- Der Verlag. Lehrbuch der Buchverlagswirtschaft. 14. Aufl., Stuttgart 2006, ISBN 3-7762-1206-3.